# Euderces spinicornis
Euderces spinicornis är en skalbaggsart som först beskrevs av Louis Alexandre Auguste Chevrolat 1835.  Euderces spinicornis ingår i släktet Euderces och familjen långhorningar.
Artens utbredningsområde är:
- Guatemala.
- Honduras.

Inga underarter finns listade i Catalogue of Life.